# 이원진 (배우)
이원진은 대한민국의 배우이자 모델이다.

## 출연작

### 영화
- 《궁합》 (2018년) - 내관 역
- 《1987》 (2017년) - 공안부장실 자장면배달부 역
- 《옥자》 (2017년)
- 《부산행》 (2016년) - 감염자역
- 《사냥》 (2016년) - 순경 1 역
- 《대호》 (2015년) - 포수대 사진병 역
- 《히말라야》 (2015년) - 정복 남동생 역
- 《연평해전》 (2015년) - 북한 684 병사 역
- 《고리》 (2014년) - 친구 3 역

### 드라마
- 《소년심판》 (2022년, 넷플릭스) - 의사 역
- 《더 게임: 0시를 향하여》 (2020년, MBC) - 구도경 역
- 《호텔 델루나》 (2019년, tvN) - 목마른귀신
- 《구해줘 2》 (2019년, OCN) - 구급대원
- 《열두밤》 (2018년, 채널A) - 가이드 역
- 《백일의 낭군님》 (2018년, tvN)
- 《라이프》 (2018년, JTBC) - 김정한 경찰
- 《라이프 온 마스》 (2018년, OCN) -  기자 역
- 《시크릿 마더》 (2018년, SBS) - 핸드폰 수리사 역
- 《우리가 만난 기적》 (2018년, KBS2)
- 《라이브》 (2018년, tvN)
- 《돈꽃》 (2018년, MBC) - 기자 역
- 《조작》 (2017년, SBS) - 이기자 역
- 《돌아온 복단지》 (2017년, MBC) - 형사 역
- 《역적 : 백성을 훔친 도적》 (2017년, MBC) - 유생 역
- 《쓸쓸하고 찬란하神 - 도깨비》 (2016년, tvN) - 최면남 역
- 《동네의 영웅》 (2016년, OCN) - 쉐프 역
- 《아이가 다섯》 (2016년, KBS2) - 독립영화 주인공 역
- 《기억》 (2016년, tvN) - 경찰 역
- 《쇼핑왕 루이》 (2016년, MBC) - 연구원 역
- 《저 하늘에 태양이》 (2016년, KBS2) - 연극단원 역
- 《우리 갑순이》 (2016년, SBS) - 금식네 직원 역
- 《THE K2》 (2016년, tvN) - FD 역
- 《초인시대》 (2015년, tvN) - 유병재 동기 / 면접남 역
- 《심야식당》 (2015년, SBS) - 남자직원 2 역
- 《화정》 (2015년, MBC) - 만주병사 역
- 《가면》 (2015년, SBS) - 최민우의 전담 경찰 역
- 《KBS 드라마 스페셜 - 라이브 쇼크》 (2015년, KBS2) - 직원 역